# Église Notre-Dame-de-l'Assomption de Rabat-les-Trois-Seigneurs
Pour les articles homonymes, voir Notre-Dame-de-l'Assomption.
L'église Notre-Dame-de-l'Assomption de Rabat-les-Trois-Seigneurs est située sur la commune de Rabat-les-Trois-Seigneurs, en vallée de la Courbière, dans le département de l'Ariège, en France.

## Localisation
Avec cimetière attenant, elle est située au nord-est du village.

## Historique
Initiée au XIe siècle, voire à l'époque carolingienne, l'église est inscrite au titre des monuments historiques par arrêté du 30 septembre 1992.

## Description
Son clocher octogonal est couvert en ardoise.

## Mobilier
Sont présents un remarquable retable du XVIIIe siècle intégrant une statue de saint Éloi et seize autres objets inventoriés dans la base Palissy.

## Galerie

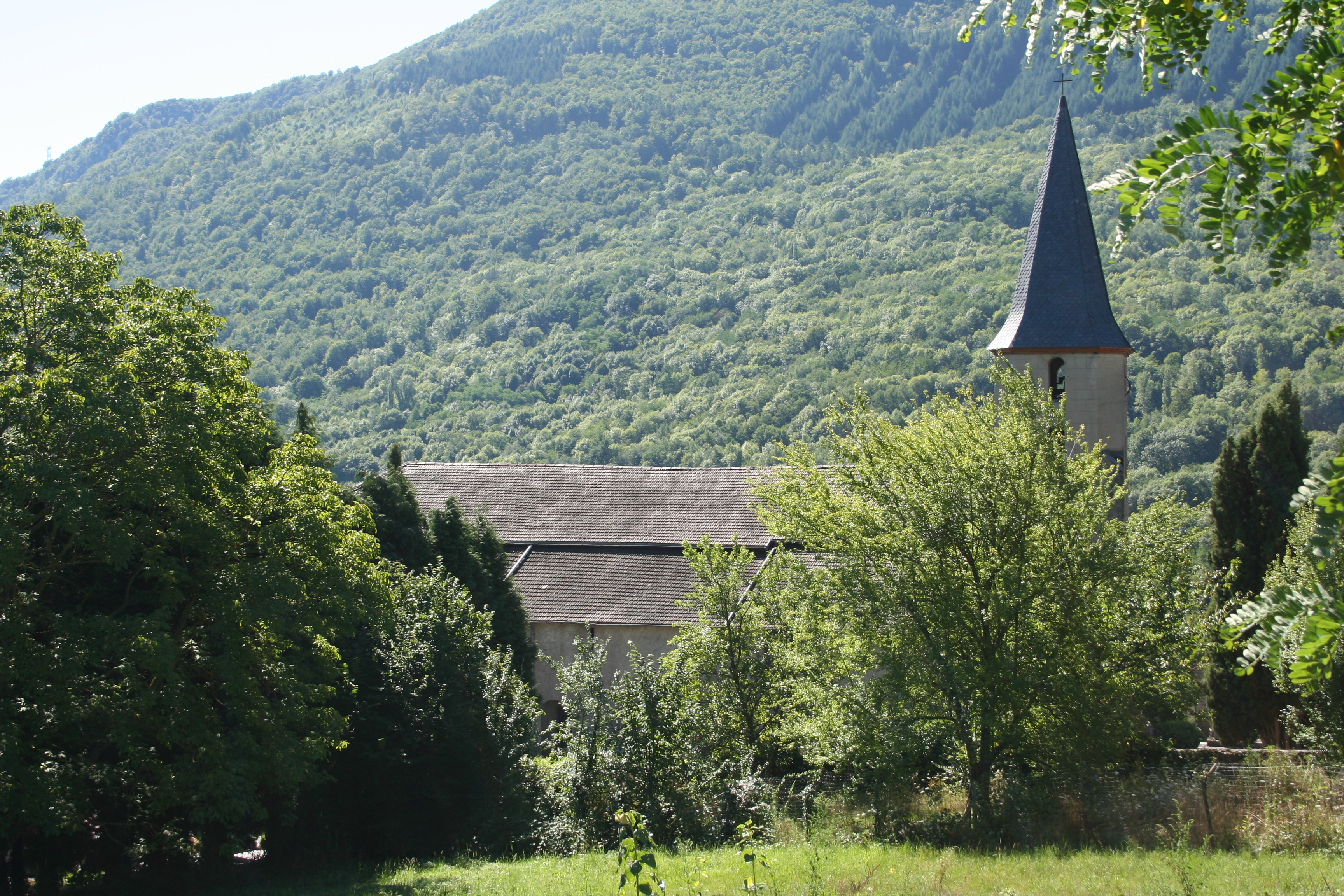
Vue depuis le chemin de Bédeilhac en 2015.
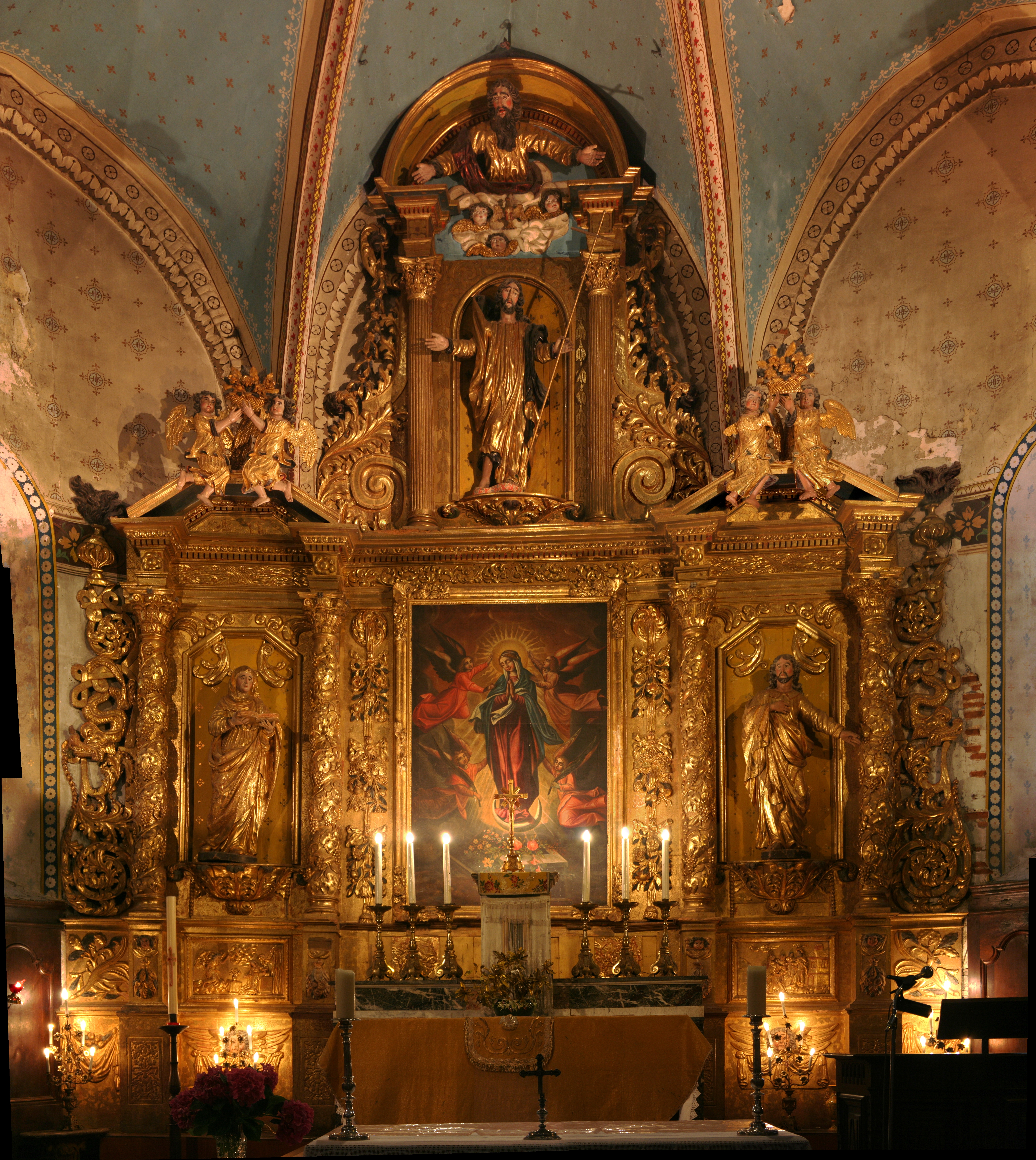
Le retable.

## Valorisation du patrimoine
L'association des amis de la vallée de la Courbière mobilise des fonds pour entretenir notamment ce patrimoine.